# Ted Koppel

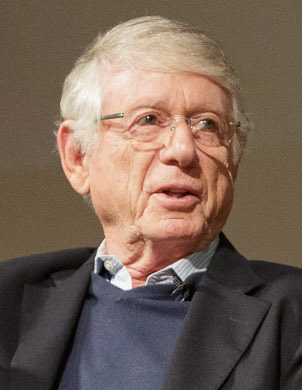
Ted Koppel im Jahr 2017

Ted Koppel (* 8. Februar 1940 in Nelson, Lancashire, England) ist ein US-amerikanischer Journalist, bekannt vor allem durch das TV-Nachrichtenmagazin Nightline, das er von 1980 bis 2005 moderierte.

## Leben und Beruf
Koppel ist das einzige Kind deutsch-jüdischer Eltern, die in den 1930er-Jahren vor der Judenverfolgung der Nationalsozialisten nach England flohen. Der Vater Edwin hatte in Deutschland eine große Reifenfirma besessen, die Mutter Alice war Pianistin und Sängerin. Koppel verbrachte seine frühe Jugend in England, wo er auch ein Internat besuchte. Die Familie wanderte 1953 in die USA aus. Noch im selben Jahr erhielt Koppel die amerikanische Staatsbürgerschaft.
Koppel erwarb seinen B.A. an der Syracuse University und seinen Master-Abschluss in Politikwissenschaft und Massenkommunikationsforschung an der Stanford University. Seine journalistische Karriere begann bei einem New Yorker Radiosender. Bereits im Alter von 23 Jahren erhielt Koppel eine Vollzeitstelle in der Nachrichtenabteilung des Fernsehsenders ABC.

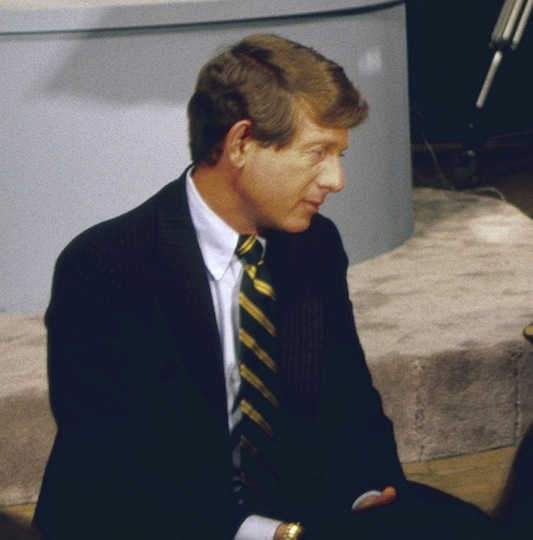
Ted Koppel im Jahr 1982

1968 wurde Koppel Leiter des ABC-Büros in Miami, wo er unter anderem für die Berichterstattung über Lateinamerika verantwortlich zeichnete. Von 1969 bis 1971 war er als Auslandskorrespondent Leiter des ABC-Büros in Hongkong, von wo aus er über den ostasiatisch-pazifischen Raum berichtete. Von 1971 bis 1980 fungierte Koppel als Hauptkorrespondent der ABC für Außenpolitik. Von 1975 bis 1977 moderierte er zusätzlich The ABC Saturday Evening News.
Seit dem Frühjahr 1980 war er Hauptmoderator von Nightline im Spätprogramm von ABC. Als erstem Nachrichtenmagazin auf diesem Sendeplatz gelang es Nightline erfolgreich, mit Unterhaltungssendungen wie The Tonight Show auf NBC und (ab 1993) Late Show with David Letterman auf CBS zu konkurrieren. Zunächst leitete Koppel die Sendung an vier, ab 1982 an fünf Abenden in der Woche. Seit 1981 hat sie ihre bis heute gültige Länge von 30 Minuten. Koppel und die Sendung wurden im Laufe der Jahre zunehmend als Einheit wahrgenommen, seit 1981 trug sie auch den Titel Nightline with Ted Koppel.
Nach 42 Jahren als Journalist und 25 Jahren als Moderator einer der bekanntesten Formate des Senders verließ Koppel im November 2005 ABC. Er ist weiterhin journalistisch tätig, so als Gast-Kolumnist der New York Times und als Radio-Kommentator. Als Experte für amerikanische Politik trat er auch in Sendungen der BBC auf.
Neben Englisch spricht Koppel fließend Deutsch, Russisch und Französisch. Mit seiner Frau Grace Anne Dorney, einer Rechtsanwältin, mit der er seit 1963 verheiratet ist, zog Koppel vier Kinder groß. Die Tochter Andrea Koppel arbeitete von 1993 bis 2007 als Korrespondentin des Nachrichtensenders CNN. Ted Koppel lebt mit seiner Frau im Bundesstaat Maryland.

## Schwerpunkte seiner journalistischen Arbeit

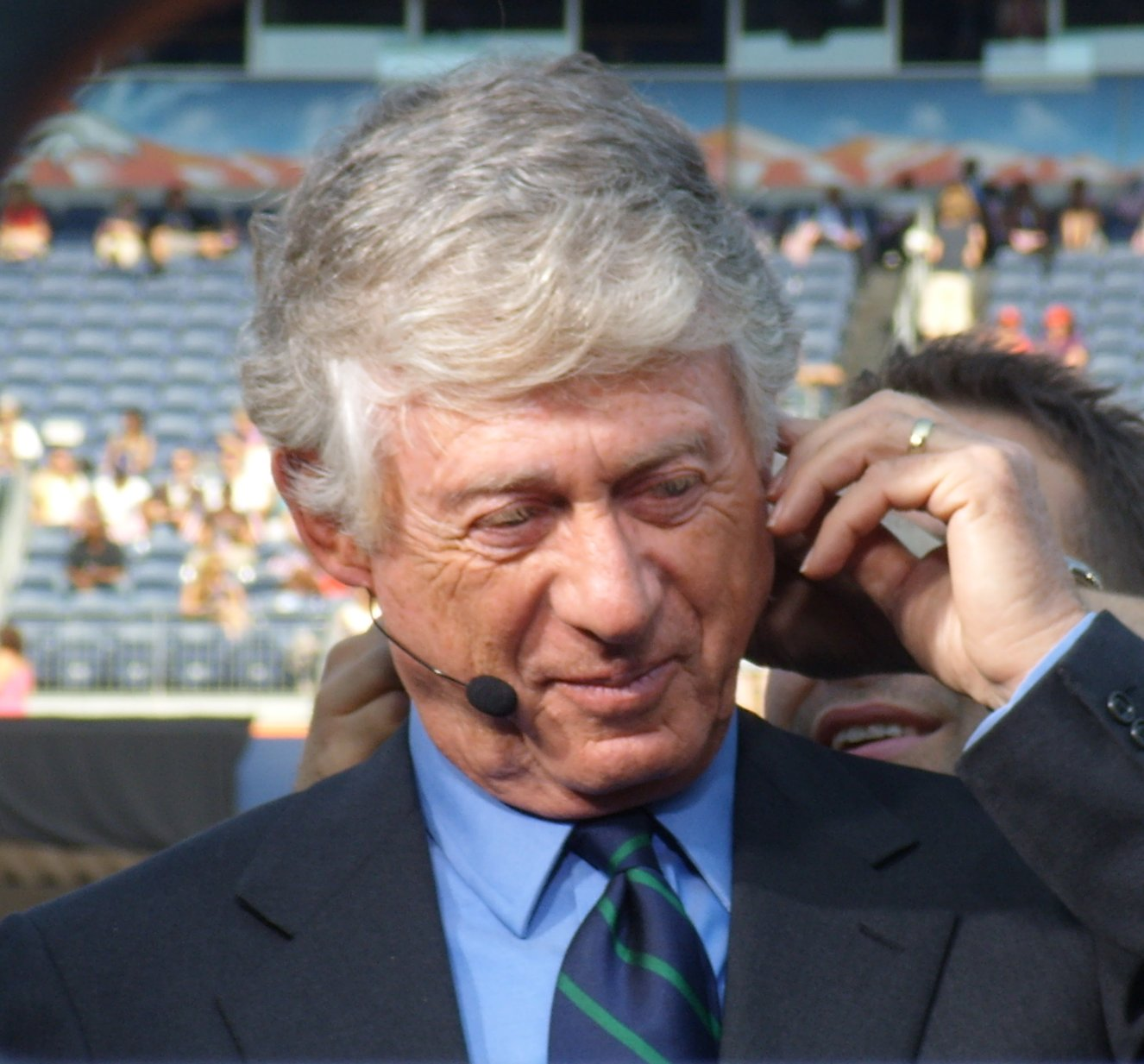
Ted Koppel im Jahr 2008

Seit 1964 hat Koppel jeden Wahlkampf für die amerikanische Präsidentschaft journalistisch begleitet. Als Korrespondent in Hongkong gehörte die Berichterstattung über den Vietnamkrieg zu seinen wichtigsten Aufgabenfeldern. Als ABC-Hauptkorrespondent für Außenpolitik begleitete er Henry Kissinger auf zahlreichen Auslandsreisen. Die beiden wurden Freunde und Kissinger war später ein häufiger Gast in Koppels Sendungen. In seiner Zeit als Hauptkorrespondent schrieb Koppel zusammen mit seinem Freund und Kollegen Marvin Kalb den Bestsellerroman In the National Interest, der 1979 auch auf Deutsch erschien.
Nationale Bekanntheit erreichte Koppel während der Geiselnahme von Teheran, als er mehrmals die allabendliche Sondersendung der ABC unter dem Titel The Iran Crisis: America Held Hostage über das Schicksal der 52 als Geiseln gehaltenen US-Diplomaten leitete. Als man die Sendung im Frühjahr 1980 unter dem neuen Namen Nightline in ein dauerhaftes Nachrichtenmagazin umwandelte, wurde Koppel der Hauptmoderator. Die schließlich halbstündige Sendung war, abgesehen von einer kurzen Periode im Jahr 1983, zu Koppels Zeiten stets einem einzigen Thema gewidmet.
Koppel machte sich einen Namen als unnachgiebiger Fragensteller, der auch nicht davor zurückscheute, das Privatleben öffentlicher Figuren zu thematisieren. Seine höchsten Einschaltquoten mit Nightline hatte er im Jahr 1987 bei einer Sendung, in der er den skandalgeplagten TV-Prediger Jim Bakker und dessen Frau interviewte. Im gleichen Jahr gestand der Politiker Gary Hart, bis dahin als Favorit für die Präsidentschaftskandidatur der Demokraten für die Wahlen im Jahr 1988 geltend, in Koppels Sendung eine außereheliche Affäre, was seine politische Karriere beendete.
Als Moderator von Nightline schenkte Koppel auch der Außenpolitik seine Aufmerksamkeit. 1985 gastierte er mit der Sendung eine Woche lang in Südafrika und thematisierte dabei vor allem die Apartheidspolitik. 1990 moderierte Koppel ein Town Hall mit Nelson Mandela am City College of New York, während der er den vier Monate zuvor aus jahrzehntelanger Haft entlassenen südafrikanischen Freiheitskämpfer auch danach befragte, wie dieser Männer wie Muammar al-Gaddafi, Fidel Castro und Yassir Arafat als „Freunde“ ansehen könne. Mandela erklärte, er weigere sich, seine Freunde beziehungsweise Feinde nach den Kriterien anderer auszuwählen, und argumentierte, dass „jemand, der seine Prinzipien danach ausrichtet, mit wem er es zu tun hat, nicht als Staatsmann“ angesehen werden kann. Mandela fragte Koppel, warum dieser ihn in die Auseinandersetzungen anderer Länder hineinziehen wolle, und erklärte, dass der ANC seine Probleme selbst lösen wolle.
Während der Ersten Intifada leitete Koppel 1988 vor Ort eine vielbeachtete Sendung, an der Hunderte von Israelis und Arabern teilnahmen und über den Nahostkonflikt diskutierten. Nach der Invasion des Kuwait durch den Irak im Jahr 1991 gelang es Koppel als erstem westlichen Journalisten, aus Bagdad zu berichten. Während der Besetzung des Irak durch die amerikanischen Streitkräfte im Jahr 2003 begleitete er als Embedded Journalist eine amerikanische Infanteriedivision.

## Ehrungen
Ted Koppel hat für seine Arbeit zahlreiche renommierte Preise erhalten, darunter mehrfach den Emmy, den Peabody Award, den Alfred I. duPont-Columbia University Award, den George Polk Award, den Sigma Delta Chi Award der Society of Professional Journalists und den Overseas Press Club Award. 1987 wählte ihn das Fachblatt The Washington Journalism Review zum besten Interviewer in Fernsehen und Radio. 1994 wurde Koppel zum Ritter des Ordre des Arts et des Lettres der französischen Republik ernannt.

## Publikationen
- In the National Interest. Simon and Schuster, New York 1977, ISBN 0-671-22656-8 (mit Marvin Kalb). Deutschsprachige Ausgabe: Im nationalen Interesse. Roman. Übersetzung von Wilhelm Thaler. Ullstein, Berlin u. a. 1979, ISBN 3-550-06296-6.
- Nightline. History in the Making and the Making of Television. Times Books, New York 1996, ISBN 0-8129-2478-9 (mit Kyle Gibson).
- Off Camera. Private Thoughts Made Public. Knopf, New York 2000, ISBN 0-375-41077-5.